# Mai Mercado
Mai Mercado (ur. 20 sierpnia 1980 w Tønder) – duńska polityk i samorządowiec, parlamentarzystka, od 2016 do 2019 minister ds. dzieci i ochrony socjalnej.

## Życiorys
W 2000 ukończyła szkołę średnią Odense Katedralskole, a w 2008 nauki polityczne na Syddansk Universitet. W latach 2008–2011 pracowała jako konsultantka w duńskim przedsiębiorstwie przesyłowym Energinet.dk. Zaangażowała się w działalność polityczną w ramach Konserwatywnej Partii Ludowej. Od 2006 była radną gminy Odense, a od 2009 do 2011 drugim zastępcą burmistrza.
W 2011 po raz pierwszy uzyskała mandat posłanki do Folketingetu. Z powodzeniem ubiegała się o reelekcję w wyborach w 2015, 2019 i 2022.
28 listopada 2016 weszła w skład trzeciego rządu Larsa Løkke Rasmussena jako minister ds. dzieci i ochrony socjalnej. Urząd ten sprawowała do 27 czerwca 2019.